# ESET NOD32

Hình chộp NOD32 v2.7

Hình chộp NOD32 v2.7 phát hiện một con virus

NOD32 là một phần mềm diệt virus đóng gói tại Slovak của công ty ESET. Các phiên bản có mặt cho Microsoft Windows, Linux, FreeBSD, và các nền tảng khác. Bản NOD32 Enterprise Edition có mặt bao gồm NOD32 AntiVirus và NOD32 Remote Administrator. NOD32 Remote Administrator cho phép quản trị mạng theo dõi chức năng diệt virus, cài đặt và nâng cấp các máy tính không được bảo vệ trong mạng, cập nhật cấu hình từ một trung tâm, cũng như các bản cập nhật định dạng.

## Lịch sử
NOD32 ra đời vào gần những năm 1990 khi các virus máy tính bắt đầu xuất hiện nhiều.
Ngay lập tức chương trình này trở nên phổ biến trong giới công nghệ thông tin ở các nước phương Tây, mà ESET lại có xuất xứ từ Slovakia. Mặc dù tên của chương trình thường được phát âm bằng cách đọc từng chữ cái một, mọi người trên thế giới thường hướng đến cách phát âm khác hơn là một từ đơn, chẳng hạn như từ nod trong tiếng Anh. Công ty này đạt mức bản cập nhật mẫu virus thứ 3000 vào 3 tháng 4 năm 2008.
Từ viết tắt NOD xuất phát từ cụm "Nemocnica na Okraji Disku" (bệnh viện ở rìa đĩa) một cách chơi chữ của tiếng Czech xuất phát từ một vở kịch gọi là "Nemocnica na okraji mesta" (bệnh viện ở rìa thành phố).

## Thông tin kỹ thuật
NOD32 phần lớn viết từ hợp ngữ, để sử dụng ít tài nguyên hệ thống và tăng tốc độ quét. NOD32 có thể xử lý hơn 23MB dữ liệu mỗi giây khi chạy trên một máy tính Pentium 4 và, trung bình, sử dụng ít hơn 20MB tổng số bộ nhớ. Bộ nhớ RAM vật lý khi dùng thường là gấp ba lần.
Theo kiểm tra năm 2005 của Virus Bulletin, NOD32 có thời gian quét nhanh hơn khoảng năm lần so với đối thủ.
Trong môi trường mạng thì trình khách NOD32 có thể cập nhật qua một máy chủ trung gian trong mạng, giảm thiểu sử dụng băng thông mạng khi mà mẫu nhận dạng virus mới chỉ cần tải một lần và chia sẻ cho các máy con.
Ngoài các tệp nhận dạng virus, cỗ máy quét của NOD32 sử dụng chức năng phát hiện chẩn đoán (gọi là "ThreatSense") để bảo vệ tốt hơn trước những loại virus mới ra đời.

## ESET Smart Security
Vào ngày 5 tháng 11 năm 2007, ESET phát hành bộ bảo mật internet ESET Smart Security, để cạnh tranh với bộ bảo mật của các hãng McAfee, Symantec, và Kaspersky.

Hình chộp ESET Smart Security

Các chức năng của ESET Smart Security:
- Bộ máy NOD32 Anti-Virus & Anti-Spyware (phiên bản tiếp theo của bộ máy Eset anti-malware (NOD32 v3.0))
- Tường lửa
- Anti-Spam

### ESET Smart Security Anti-Spam
Chức năng Antispam bảo vệ chống lại thư rác, cũng như các email đem theo nguồn dữ liệu nguy hại.
Chức năng chống thư rác của ESET tối ưu cho cả máy khác và máy chủ chức năng phát hiện và tự nhận diện chẩn đoán thư rác thay vì chỉ dựa vào bộ mẫu trước đó.
Tất cả các chế độ đều có bộ lọc giao thức và ngăn chặn xâm nhập.
Chức năng tường lửa cá nhân của ESET Smart Security có khả năng chỉ định một chương trình có thể thấy được trong mạng. Sử dụng chức năng này, nhận biết một ứng dụng và cho phép nó truy nhập mạng (như là Microsoft Word) là điều có thể.

## Chứng nhận
- NOD32 được chứng nhận bởi ICSA Labs.[8]
- Nó được thử nghiệm bởi Virus Bulletin 52 lần và bị đơ hai lần, tỉ lệ thành công 96%,[9] the highest pass rate of the tested anti-virus products.[10]
- Tại CNET.com nó được điểm 5/5 bởi người viết bài và 4.5/5 bởi trên 500người dùng đánh giá.[11]
- Tại PCWorld.com được chấm điểm 84/100.[12]

## Dẫn chứng
1. ↑  NOD32 - What does it mean? - Wilders Security Forums
2. ↑  ESET - Essential Security against Evolving Threats[liên kết hỏng]
3. ↑  Wilders Security Forums - View Single Post - Fun with NOD32
4. ↑  “ESET Products”. Bản gốc lưu trữ ngày 7 tháng 11 năm 2007. Truy cập ngày 20 tháng 7 năm 2008.
5. ↑  Wilders Security Forums - View Single Post - memory utilisation
6. ↑  “ESET's NOD32 Achieves 34th Consecutive Virus Bulletin 100% Award; NOD32 Is Recognized for Flawless Virus Protection; Performs Scans Five Times Faster than Symantec Antivirus | Business Wire | Find Articles at BNET.com”. Bản gốc lưu trữ ngày 1 tháng 8 năm 2008. Truy cập ngày 20 tháng 7 năm 2008.
7. ↑  Newswire / Press Release: ESET NOD32 Wins Virus Bulletin 100% Award Once Again - IT Security/Anti-Spam | NewswireToday
8. ↑  “/ICSALabs/Antivirus/Certified Products”. Bản gốc lưu trữ ngày 22 tháng 3 năm 2007. Truy cập ngày 20 tháng 7 năm 2008.
9. ↑  “Compare Antivirus Software - NOD32 compared to the competition - ESET”. Bản gốc lưu trữ ngày 7 tháng 8 năm 2008. Truy cập ngày 20 tháng 7 năm 2008.
10. ↑  “Virus Bulletin: Independent Malware Advice”. Bản gốc lưu trữ ngày 21 tháng 3 năm 2008. Truy cập ngày 20 tháng 7 năm 2008.
11. ↑  NOD32 2.5 Search Result editors' rating explained - CNET Reviews[liên kết hỏng]